# 1-Metilnaftalin
Az 1-metilnaftalin egy aromás szénhidrogén. A cetánszáma 0. A cetánszám alsó referenciája volt, amíg a könnyebb kezelhetőség miatt fel nem váltotta az izocetán. (A cetánszám a Diesel-olaj minőségét méri.)

## Fordítás
Ez a szócikk részben vagy egészben  a(z)   1-Methylnaphthalene című angol Wikipédia-szócikk fordításán alapul.  Az eredeti cikk szerkesztőit annak laptörténete sorolja fel. Ez a jelzés csupán a megfogalmazás eredetét és a szerzői jogokat jelzi, nem szolgál a cikkben szereplő információk forrásmegjelöléseként.

## Külső hivatkozások
- PubChem Entry for 1-methylnaphthalene